# Lo Coll Pelat
Lo Coll Pelat és una muntanya de 769 metres que es troba entre els municipis de Benifallet, a la comarca del Baix Ebre i de Rasquera, a la comarca de Ribera d'Ebre.